# Ronin (DC Comics)
Ronin é uma graphic novel da DC Comics, escrita e desenhada por Frank Miller e colorida por Lynn Varley. Publicada entre 1983 e 1984, narra a história de um samurai que reencarna num deficiente físico numa Nova York distópica, a tempo de enfrentar seu maior inimigo, o demônio Agat, responsável pela morte de seu mestre e sua automática transformação no ronin do título. Neste trabalho, Miller expõe toda a influência dos mangás e da Banda desenhada franco-belga em seu estilo narrativo e gráfico, em especial, a obra de Kazuo Koike e Goseki Kojima, Lobo Solitário.